# Grease XXX – A Parody
Grease XXX – A Parody ist eine US-amerikanische Pornofilm-Parodie des Regisseurs Will Ryder auf den Film Grease aus dem Jahr 2013. Der Film wurde bei den AVN Awards und den XBIZ Awards 2014 in mehreren Kategorien ausgezeichnet.

## Handlung
Der Film handelt von einer Romanze zwischen einem Mädchen (Riley Reid) und einem Rocker (Seth Gamble) in den USA Ende der 1950er Jahre. Auch auf der High School werden eifrig sexuelle Erfahrungen gemacht. Schließlich schlafen die beiden Protagonisten nach einem Kirmesbesuch miteinander.

## Wissenswertes
- In einer Non-Sex-Rolle gibt es einen Auftritt des Pornostars Ron Jeremy.

## Auszeichnungen
- 2014: AVN Award – Best Parody: Comedy[1]
- 2014: AVN Award – Best Music Soundtrack[1]
- 2014: XBIZ Award – Parody Release of the Year[2]
- 2014: XBIZ Award – Director of the Year – Parody (Will Ryder, Grease XXX: A Parody)[2]
- 2014: XBIZ Award – Best Actress – Parody Release (Riley Reid, Grease XXX: A Parody)[2]
- 2014: XBIZ Award – Best Actor – Parody Release (Seth Gamble, Grease XXX: A Parody)[2]
- 2014: XBIZ Award – Best Music[2]
- 2014: XRCO Award – Best Comedy Parody